# Ruprecht II. (Liegnitz-Lüben)
Ruprecht II. von Lüben (auch Rupert II. von Lüben; * 1392 in Haynau; † 24. August 1431) war 1420 bis 1431 Herzog von Lüben und Haynau. Ab 1423 bekleidete er das Amt des Großpriors des Malteserordens. Er entstammte dem Geschlecht der Schlesischen Piasten.

## Leben
Ruprecht war der älteste Sohn des Herzogs Heinrich IX. († 1417/20) und der Anna († 1403), Tochter des Teschener Herzogs Przemislaus I.
Nach dem Tod des Vaters 1419/20 erbte Ruprecht II. die Gebiete von Lüben und Haynau, während die Gebiete Ohlau und Nimptsch Ruprechts jüngeren Brüdern Wenzel III. und Ludwig III. zufielen. Für das Jahr 1423 ist Ruprecht als Malteser-Großprior für Böhmen und Österreich sowie Polen belegt.
Ruprecht II. starb 1431 unverheiratet und ohne Nachkommen. Sein Erbe wurde der jüngste Bruder Ludwig III. Da der mittlere Bruder Wenzel III. bereits 1423 verstorben war, gehörten dem überlebenden Ludwig III. nun Ohlau, Nimptsch, Lüben und Haynau.
Bereits 1420 schlossen Ruprecht und seine Brüder Wenzel und Ludwig mit dem Liegnitzer Herzog Ludwig II., der ein Stiefbruder ihres Vaters war, einen Erbvertrag, den sie 1424 durch gegenseitige Eventualhuldigungen bekräftigten. Mit dem Vertrag sollte für diesen Familienzweig der gesamte Besitz gesichert werden. Da sie weder den Vertrag noch die Eventualhuldigungen von ihrem böhmischen Landesherrn bestätigen ließen, kam es nach Ludwigs II. Tod 1436, der ohne männliche Nachkommen starb, zu langwierigen Erbauseinandersetzungen, die von Ruprechts Bruder Ludwig III. geführt wurden, da die beiden älteren Brüder bereits tot waren. Da sich Ludwig III. mit seiner Erbforderung nicht durchsetzen konnte, verblieb das Herzogtum Liegnitz bis 1449 bei Ludwigs II. Witwe Elisabeth von Brandenburg. Der dadurch ausgelöste Liegnitzer Lehnstreit dauerte bis 1469.